# Pierre de la Baume
Pierre de la Baume (ur. w 1477 w Montrevel-en-Bresse, zm. 4 maja 1544 w Arbois) – sabaudzki kardynał.

## Życiorys
Urodziłsię w 1477 roku w Montrevel-en-Bresse, jako syn Guya de La Baume’a i Jeanne de Longuy. Studiował na Université de Dole, gdzie uzyskał doktorat z teologii. W młodości był kanonikiem w Aix-en-Provence i doradcą Karola Dobrego. 10 października 1522 roku został wybrany biskupem Genewy, a około sześciu dni później przyjął sakrę. Z powodu swojej wrogości wobec kalwinistów kilkakrotnie był wyganiany z miasta. Ostatecznie opuścił Genewę w 1533 roku a dziesięć lat później zrezygnował z diecezji. W 1530 roku został arcybiskupem koadiutorem Besançon. 19 grudnia 1539 roku został kreowany kardynałem prezbiterem i otrzymał kościół tytularny Santi Giovanni e Paolo. W 1541 roku zsukcedował władzę nad archidiecezją, jednak po dwóch latach zrezygnował. Zmarł 4 maja 1544 roku w Arbois.